# Kommunisták és Szövetségesek Csoportja
A Kommunisták és Szövetségesek Csoportja (angolul: Communist and Allies Group, franciául: Groupe communiste et apparentés) a kommunista politikai pártokat tömörítő képviselőcsoport volt az Európai Parlamentben 1973 és 1989 között.

## Története
A Kommunisták és Szövetségesek Csoportja volt az első kommunista képviselőcsoport az Európai Parlamentben, amit 1973. október 16-án hoztak létre az olasz és a Francia Kommunista Párt kezdeményezésére. Az 1979-es első európai választások alkalmával ez volt a negyedik parlamenti csoport, melyhez az olasz, a francia és a dán kommunisták csatlakoztak. A képviselőcsoport első elnöke az olasz Giorgio Amendola volt 1979. június 10. és 1980. június 5. között. Guido Fanti váltotta fel, aki 1980. június 6. és 1984. július 23. között töltötte be a posztot.
Az 1984-es választásokon a kommunisták 41 képviselői helyet szereztek és ezzel a negyedik legerősebb csoportosulás volt az Európai Parlamentben. Ekkor csatlakoztak a görög kommunisták is és az Olasz Kommunista Párt is növelni tudta mandátumainak a számát. 1984. július 10-én Giovanni Cervettit választották a képviselőcsoport élére.
1989. július 25-én a képviselőcsoport két részre szakadt:
- Egységes Európai Baloldal amelyhez csatlakozott az Olasz Kommunista Párt, a Spanyol Kommunista Párt,  görög Szinaszpízmosz és a dán Szocialista Néppárt, összesen 28 taggal.
- Baloldali Koalícióhoz csatlakozott a Francia Kommunista Párt, a Portugál Kommunista Párt, a Görögország Kommunista Pártja és az ír Munkáspárt, összesen 14 képviselővel.

## Tagok

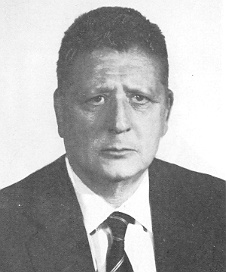
Giorgio Amendola

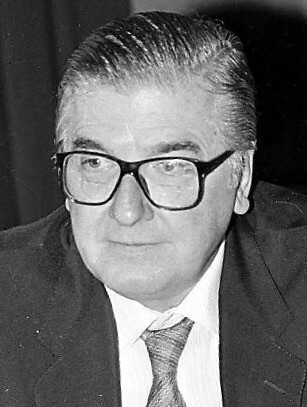
Guido Fanti

### 1. Európai Parlament (1979–1984)
| Ország                     | Párt                    | Képviselők száma |
| -------------------------- | ----------------------- | ---------------- |
| Olaszország                | Olasz Kommunista Párt   | 24 / 81          |
| Franciaország              | Francia Kommunista Párt | 19 / 81          |
| Dánia                      | Szocialista Néppárt     | 1 / 16           |
| Európai Gazdasági Közösség | Összesen                | 44 / 410         |

### 2. Európai Parlament (1984–1989)
| Ország                     | Párt                                  | Képviselők száma |
| -------------------------- | ------------------------------------- | ---------------- |
| Olaszország                | Olasz Kommunista Párt                 | 26 / 81          |
| Franciaország              | Francia Kommunista Párt               | 10 / 81          |
| Görögország                | Görögország Kommunista Pártja         | 3 / 24           |
| Görögország                | Görögország Kommunista Pártja (belső) | 1 / 24           |
| Dánia                      | Szocialista Néppárt                   | 1 / 16           |
| Európai Gazdasági Közösség | Összesen                              | 41 / 434         |